# 寿村
寿村（ことぶきむら）は長野県中西部に存在した村（1889年4月1日-）。1954年8月1日に昭和の大合併で松本市に編入された。

## 歴史
- 1874年（明治7年）10月23日 - 筑摩県筑摩郡白川村・百瀬村・竹淵村・上瀬黒村・下瀬黒村・白姫村・小池村・赤木村・南百瀬村が合併して豊丘村となる。
- 1876年（明治9年）8月21日 - 豊丘村が長野県の所属となる。
- 1879年（明治12年）1月4日 - 郡区町村編制法の施行により、豊丘村が東筑摩郡の所属となる。
- 1883年（明治16年）3月31日 - 豊丘村の一部が分立して小赤村・白瀬渕村となる。
- 1889年（明治22年）4月1日 - 町村制の施行により、豊丘村・小赤村・白瀬渕村の区域をもって寿村が発足。
- 1954年（昭和29年）8月1日 - 松本市に編入。同日寿村廃止。

## 行政

### 村長
- 瀬黒幸市
- 廃止時の村長：白川 功（1948年4月就任）

## 教育
- 寿村立寿小学校
- 組合立筑摩野中学校

## 有名出身者
- 熊谷寛夫　物理学者
- 草間滋　病理細菌学者
- 草間偉　土木工学者